# Osmia thysanisca
Osmia thysanisca är en biart som beskrevs av Michener 1957. Osmia thysanisca ingår i släktet murarbin, och familjen buksamlarbin. Inga underarter finns listade i Catalogue of Life.